# Cantó de Granada
El cantó de Granada és un cantó francès del departament de l'Alta Garona, a la regió d'Occitània. Està inclòs al districte de Tolosa, té 14 municipis i té com a cap cantonal Granada.

## Municipis
- Granada
- Aussona
- Mervila
- Sèlh
- Daus
- Montagut de Sava
- Larran
- Launac
- Tilh
- Ondas
- Sent Pau de Sava
- Le Burgau
- Sent Cesèrt
- Menvila
- Bretz